# Hakkâri
Hakkâri – miasto w południowo-wschodniej Turcji, we Wschodniej Anatolii, centrum administracyjne prowincji i dystryktu Hakkâri.
W mieście znajduje się oddany do użytku w 1975 stadion Hakkari Şehir Stadi, na którym rozgrywane są mecze drużyny piłkarskiej Hakkari KH. Stadion może pomieścić 2 500 widzów.
Według danych na rok 2000 miasto zamieszkiwało 58 145 osób, a według danych na rok 2004 całą prowincję ok. 262 000 osób. Gęstość zaludnienia w prowincji wynosiła ok. 37 osób na km².

## Współpraca

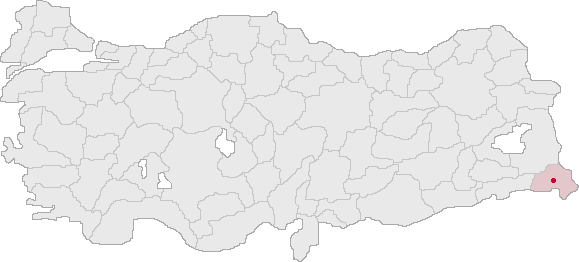
Współczesna turecka prowincja Hakkari

- Mostar, Bośnia i Hercegowina
- Banja Luka, Bośnia i Hercegowina
- Dubrownik, Chorwacja
- Krasław, Łotwa
- Oyam, Uganda
- Boden, Szwecja
- Sydney, Australia
- Lublin, Polska
- Edde, Liban
- Lubumbashi, Demokratyczna Republika Konga